# Catedral de la Iglesia de Cristo

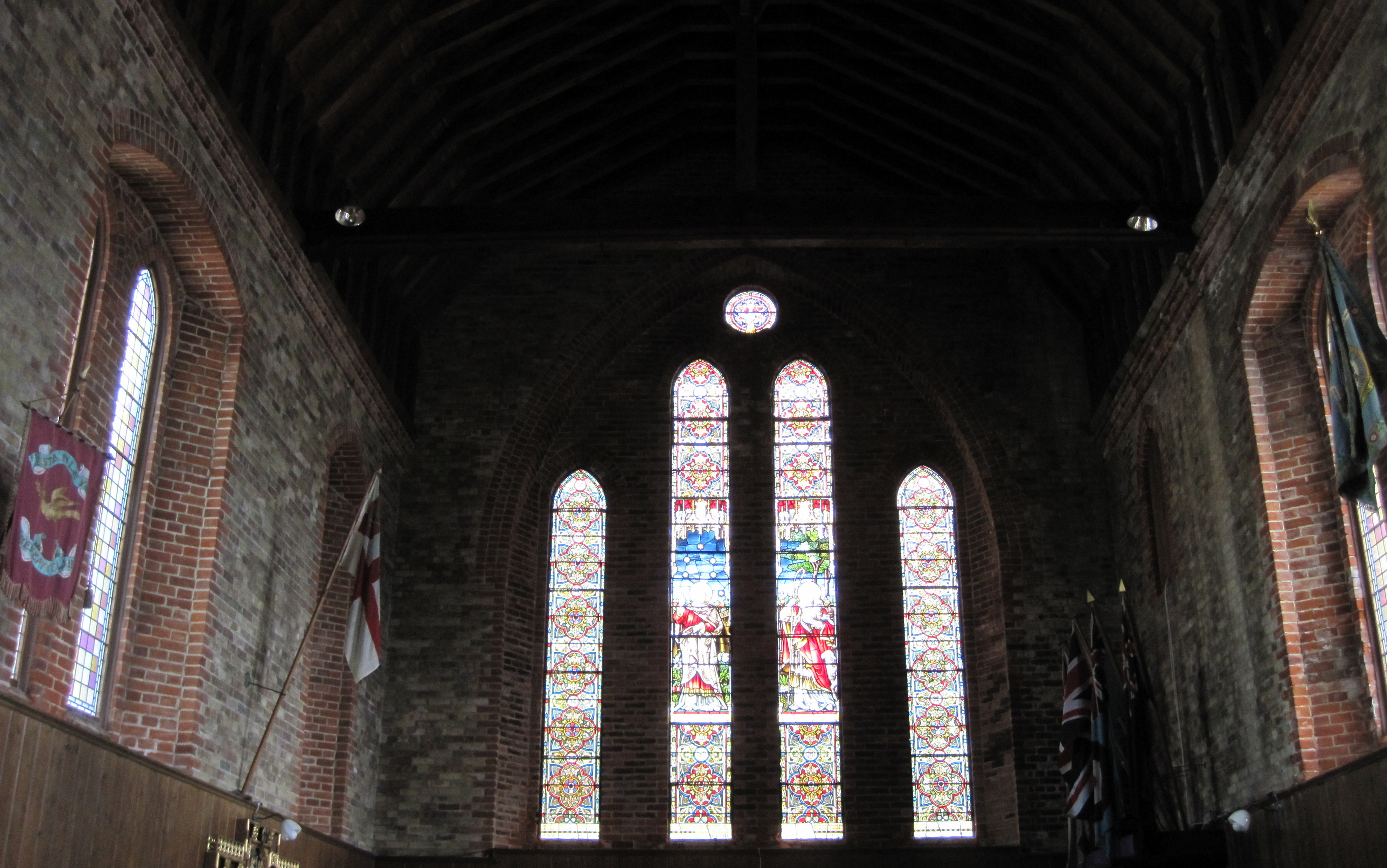
Interior de la catedral.

La Catedral de la Iglesia de Cristo (en inglés: Christ Church Cathedral) ubicada en Ross Road, Puerto Argentino/Stanley, Islas Malvinas, es la catedral anglicana más austral del mundo, consagrada en 1892. Esta es la iglesia parroquial de las Islas Malvinas, Islas Georgias del Sur y la Antártida Británica.
La Parroquia de las Islas Malvinas es parte de la Comunión anglicana. El Rector de la Catedral se encuentra bajo la jurisdicción ordinaria del Obispo de las Islas Malvinas, desde 1978 esta oficina ha llevado a cabo de oficio por el arzobispo de Canterbury, que es a la vez común y metropolitana para la pequeña diócesis autónoma. En la práctica, la autoridad se ejerce a través de un obispo-comisario nombrado por el Arzobispo de Canterbury, y conocido como el Obispo de las Islas Malvinas.
La iglesia fue diseñada por Sir Arthur Blomfield y construida entre 1890 y 1892 con piedra y ladrillo.
La Catedral está construida en el sitio de la Santa Iglesia de la Trinidad, que fue destruida por un deslizamiento de turba en 1886.
En la parte delantera de la iglesia hay un monumento, un arco de ballena, a partir de las costillas de ballenas. El monumento fue levantado en 1933 para conmemorar el centenario de la dominación británica en las Islas Malvinas.
Una imagen de la iglesia aparece en el reverso de todos los billetes en libras malvinenses.